# Witzchoura

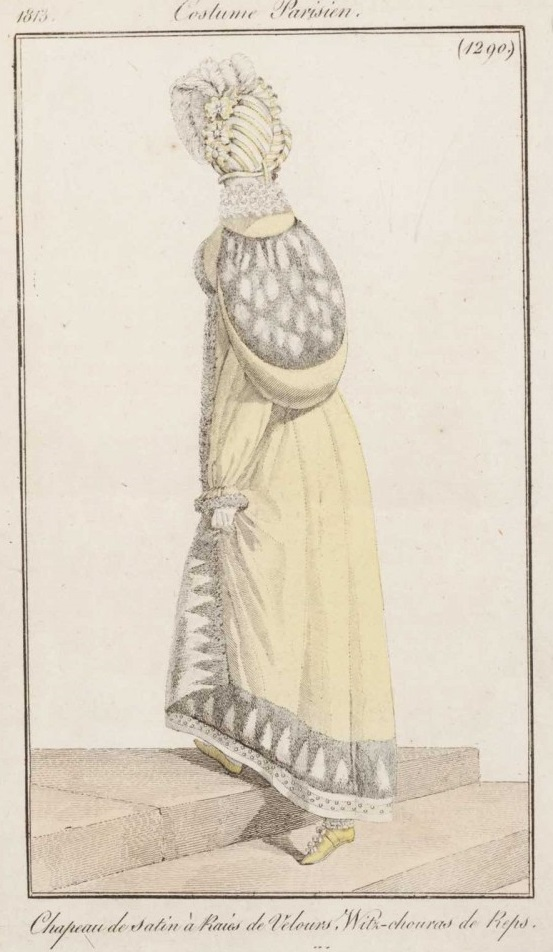
Tấm thời trang năm 1813 cho thấy một 'Witz-chouras' với tay áo, lót lông và mũ trùm đầu.

Witzchoura (đôi khi được viết là Witz-chouras) là một loại áo choàng, áo phủ tới đầu gối, hoặc áo choàng tay dài, với một cổ áo lớn và, đôi khi có thể có những dấu hiệu gắn trên áo,  đó là một kiểu thời trang đặc biệt vào đầu thế kỷ 19. Thuật ngữ này bắt nguồn từ tiếng Ba Lan wilczura, có nghĩa là 'áo lông sói'. Nó được lấy cảm hứng từ phong cách Ba Lan, do đó đôi khi được mô tả là la Polonaise, mặc dù nó không giống với chiếc áo choàng được gọi là polonaise. Giống như trang phục pelisse ban đầu của khinh kỵ binh, nó thường được lót bằng lông.
Witzchoura được cho là đã xuất hiện vào khoảng năm 1808, ngay sau khi Napoleon gặp cô người tình Ba Lan của mình, Maria Walewska, và được mặc và thịnh hành trong suốt nửa đầu thế kỷ 19. Các phiên bản của witzchoura vẫn đang được mặc để đi du lịch vào năm 1849.